# ويلارد كارول
ويلارد كارول (بالإنجليزية: Willard Carroll)‏ هو كاتب سيناريو ومنتج أفلام ومخرج أمريكي، ولد في 12 نوفمبر 1955 في ايستون في الولايات المتحدة.

## وصلات خارجية
- ويلارد كارول على موقع IMDb (الإنجليزية)
- ويلارد كارول على موقع ألو سيني (الفرنسية)
- ويلارد كارول على موقع أول موفي (الإنجليزية)
- ويلارد كارول على موقع قاعدة بيانات الأفلام السويدية (السويدية)
- ويلارد كارول على موقع قاعدة بيانات الفيلم (الإنجليزية)
- ويلارد كارول على موقع كينوبويسك (الروسية)